# Manjanahalla Estate, Sakleshpur
Manjanahalla Estate là một làng thuộc tehsil Sakleshpur, huyện Hassan, bang Karnataka, Ấn Độ.